# Willy Engelbrecht
Willy Engelbrecht (* 18. Mai 1962) ist ein ehemaliger südafrikanischer Radrennfahrer.

## Sportliche Laufbahn
Willy Engelbrecht war Profi-Radrennfahrer von 1986 bis 1995. Die größten Erfolge seiner Radsport-Karriere waren die Siege bei den Afrikaspielen 1995 in Harare im Straßenrennen. In den 1980er Jahren fuhr Engelbrecht auch Rennen in Europa und gewann Kriterien in Deutschland; 1992 wurde er Zweiter der Continentale Classic (vor Jan Ullrich). 1990 gewann er die Rapport Toer, 1992 und 1993 Liberty Ride for Sight sowie 1993 VW Herald. Er startete auch bei Sechstagerennen in Europa. 1994 gewann er die Bronzemedaille im Straßenrennen der Männer bei den Commonwealth Games.

## Erfolge
1994
- Commonwealth Games – Straßenrennen

1995
- Afrikaspielesieger – Straßenrennen